# 何如寵
何如宠（1569年—1641年），字康侯，號芝岳，直隸桐城县（今安徽省枞阳县）人，明朝政治人物，進士出身。

## 生平
何如宠于万历十九年（1591年）辛卯科應天鄉試舉人，二十六年（1598年）登戊戌科进士，吏部觀政，改翰林院庶吉士，二十八年告病。三十五年授編修，本年養病。三十九年復除原職，四十年升左中允，四十一年同考會試，本年升右諭德，四十七年升右庶子，掌右春坊印，本年升国子监祭酒，次年養病。
天启二年（1622年）正月起升礼部右侍郎兼翰林院侍读学士，协理詹事府事，本年丁憂。天启四年起复詹事，五月升礼部左侍郎，充副总裁，纂修实录。因与左光斗同乡，为魏忠贤所迫，上疏乞休，五年正月以实录未完，屡旨催督，告病显属规避，著冠带闲住。
崇祯元年（1628年）起用为吏部左侍郎，尚未上任即升礼部尚书，同年十二月，兼东阁大学士，入阁辅政。累加少保，户部尚书，武英殿大学士。崇祯四年（1631年）与周延儒主考辛未科會試，每得卷必焚香祷告于天，务得真才实用。考试完後就乞休归里。崇祯十四年（1641年）卒于南京，年七十三。福王时，追赠太保，谥文端。

## 著作
著有《疏奏》、《后乐堂集》等。

## 家族
曾祖何鐸，字廷教，别號南莊。祖父何山，字静之。父何思鰲，字子極，號海愚，曾任栖霞县知县。
兄何如申，字仲嘉，號虛白，與何如寵舉同榜進士。官至浙江右布政使。
子何應璜，官知府。孫何亮功，举人；何采，順治己丑进士侍读。

## 延伸阅读
[在维基数据编辑]
 《明史卷二百五十一》，出自《明史》